# Royalston (Massachusetts)
Royalston é uma vila localizada no condado de Worcester no estado estadounidense de Massachusetts. No Censo de 2010 tinha uma população de 1.258 habitantes e uma densidade populacional de 11,43 pessoas por km².

## Geografia
Royalston encontra-se localizado nas coordenadas 42° 41′ 20″ N, 72° 11′ 07″ O. Segundo o Departamento do Censo dos Estados Unidos, Royalston tem uma superfície total de 110.07 km², da qual 108.25 km² correspondem a terra firme e (1.66%) 1.83 km² é água.

## Demografia
Segundo o censo de 2010, tinha 1.258 pessoas residindo em Royalston. A densidade populacional era de 11,43 hab./km². Dos 1.258 habitantes, Royalston estava composto pelo 96.9% brancos, o 0.56% eram afroamericanos, o 0.72% eram amerindios, o 0.72% eram asiáticos, o 0% eram insulares do Pacífico, o 0.32% eram de outras raças e o 0.79% pertenciam a duas ou mais raças. Do total da população o 2.62% eram hispanos ou latinos de qualquer raça.